# 블룸즈버리

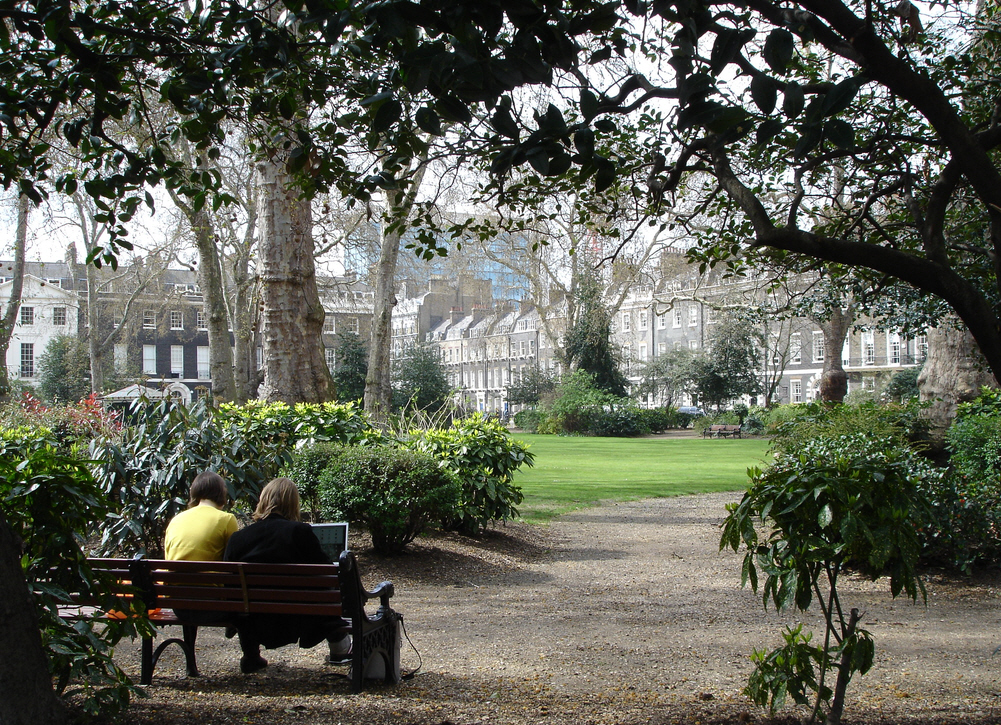

블룸즈버리(Bloomsbury)는 잉글랜드 런던 캠든 구에 위치한 지역이다.